# Octave Guelliot
Antoine-Octave Guelliot, né à Vouziers (Ardennes), le 6 mai 1854, mort à La Brodière, commune de Lourdoueix-Saint-Pierre (Creuse), le 24 octobre 1943, est un médecin, chirurgien et un historien français.

## Parcours
Il est né à Vouziers dans la maison où naquit Hippolyte Taine,. La famille Guelliot était établie sur la commune de Vrizy comme agriculteurs et vignerons depuis plusieurs siècles,. Ses études sont interrompues par la guerre franco-allemande de 1870, une guerre qui marque profondément la région, provoque la chute du Second Empire et pendant laquelle il participe aux secours aux blessés. À partir de 1873, il prolonge ses études à Paris, en médecine, fréquente notamment les services de Léon Athanase Gosselin à l’hôpital de la Charité, et se passionne pour la chirurgie. En 1877, il est reçu cinquième au concours de l'internat en médecine de Paris. En 1880, il travaille, toujours à Paris, avec un autre médecin ardennais, Étienne Lancereaux, puis avec Jules Péan.
Il s'installe à Reims fin 1882 comme médecin puis comme chirurgien, travaillant en compagnie d'Eugène Doyen. Il se marie le 12 mai 1884,. Eugène Dupont dans La Vie rémoise, pour l'année 1884, indique ce mariage de « Octave Guelliot, de Vouziers, 30 ans, rue de la Prison, 1, fils du Dr Guelliot-Périnet, et Marie Joséphine Claire Renard, fille de Renard-Gamahut. La magistrature sera représentée par le procureur Duboin, rue Sainte-Catherine, 2, la faculté de médecine, par le Dr Luton, rue du Levant, 4 ; la cité, par le sénateur S. Dauphinot, 63 ans. ».
Il prend sa retraite en mai 1914, mais continue à s'intéresser à la médecine, et, de plus en plus, à l'histoire de sa région l'origine. Il est nommé conservateur du musée ethnographique qui a ouvert au Palais du Tau (Reims) en 1912. Il quitte Reims pour Paris, à l'arrivée des armées allemandes à Reims durant la Première Guerre mondiale.
Revenu à Reims, il meurt durant la Seconde Guerre mondiale, en 1943, à Lourdoueix-Saint-Pierre, dans la Creuse, où l'exode consécutif à la nouvelle invasion allemande l'avait conduit et où il avait trouvé refuge avec sa fille et son gendre. Dans la nécrologie du Bulletin de la Société préhistorique de France, 1943, vol.40, n°10-12, p.228, il est qualifié des titres de « ancien Interne des Hôpitaux de Paris, Chirurgien honoraire des Hôpitaux de Reims, lauréat de l'Institut de France, Président d'Honneur de la Société des Amis du Vieux Reims et de la Société d’Archéologie Champenoise, etc. »

## Archives
Les Archives départementales des Ardennes conservent le fonds privé du docteur Guelliot, coté en 7J. Celui-ci se compose de notes, d'études et documents sur l'histoire des Ardennes et du Vouzinois en particulier. Il se caractérise également par le nombre important de notices et de dossiers biographiques qu'il renferme. Ces biographies ont pour originalité de comprendre, aux côtés des notabilités locales habituelles, de nombreuses biographies de femmes et de médecins ardennais. Ce fonds contient également des documents originaux remarquables rassemblés par Octave Guelliot dans le cadre de ses recherches historiques, notamment un terrier de l'abbaye de Belval de 1612. Les amateurs d'autographes trouveront aussi de nombreux documents de ce type relatifs à des personnalités ardennaises.

## Ses ouvrages

### Médecine
- Des vésicules séminales : Anatomie et pathologie, Paris : A. Parent, Coccoz , 1882
- Du Caféisme chronique, Reims, imprimerie Matot-Braine , 1885, 38 pp.
- Pseudo-orchite par effort : coup de fouet du cordon, Reims, Matot-Braine , 1889 , 11 p.
- La contagion du cancer, dans la Gazette des Hôpitaux, 12 novembre 1892, puis au  Congrès français de chirurgie, 8e session, 1895
- Indications et résultats du curetage de l'utérus, avec P. Lévêque, Reims, Matot-Braine , 1893
- Note sur le "genu valgum" et son traitement, Reims, Matot-Braine
- Chirurgie des vésicules séminales, Reims, Matot-Braine , 1898

### Histoire de la médecine

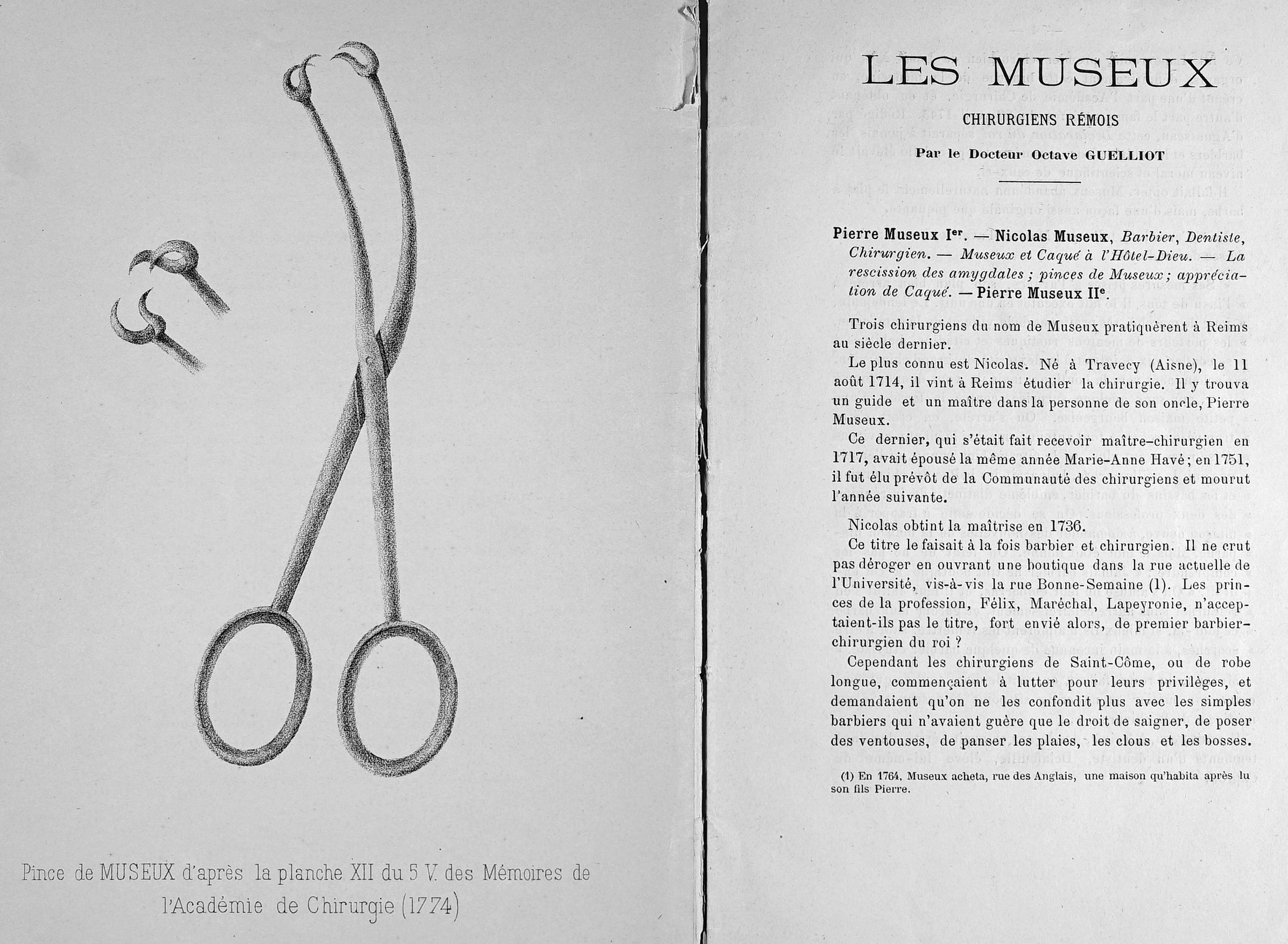
Son ouvrage sur les Museux et la pince.

- Simon Barbier, chirurgien et poète rémois, Reims, Matot-Braine , 1886, 10 p.
- Les Museux, chirurgiens rémois, Reims, Matot-Braine , 1887
- Les thèses de l'ancienne faculté de médecine de Reims, Reims, F. Michaud , 1889, 175 p.
- Deux nouveaux oculistes gallo-romains et Bâton à collyre à la marque de M. Jucundus, dans Travaux de l’Académie de Reims, 107, 1889-1890, p. 183-193.
- La fin de la faculté de médecine de Reims : ses derniers docteurs-régents, Reims, L. Monce , 1909
- Le docteur René Bourgeois (1786-1843), Paris : Secrétaire général , 1912
- Le Docteur A.-F. Le Double, Chalons-sur-Marne, imprimerie A. Robat, 1938, 17 p. (extrait de La Nouvelle revue de Champagne et de Brie, octobre 1938)

### Régionalisme
- Dénominations géographiques et dictons de l'Arrondissement de Vouziers, dans la Revue de Champagne et de Brie, Paris : chez H. Menu & Arcis-sur-Aube : chez L. Frémont, 1884, vol. 16, p. 336-350
- Les Musées d'antiquités et d'ethnographie scandinaves : opportunité de la création d'un musée ethnographique de la Champagne, Reims, F. Michaud , 1898
- Le préhistorique dans les Ardennes (Age de la pierre), Paris, A. Picard et fils, 1902, 43p. (extrait de La Revue Historique Ardennaise, 1902)
- Le Château de Laubrelle (près Vandy), Paris, A. Picard et fils, 1905, 23 pp.
- Charlotte de Roucy, dernière abbesse du Paraclet, dans la Revue historique ardennaise, XVIII, pp. 5-26, 1911 (tiré à part chez A. Picard et fils, Paris, 1911)
- La Dinanderie et l'art du cuivre à Reims, Reims, L. Monce , 1913
- Notes d'ethnographie champenoise : Les Pâtisseries populaires, Reims, Matot-Braine, 1914, 50 p.
- Les ornements, dates, inscriptions et sentences liminaires dans l'arrondissement de Vouziers, Paris, A. Picard & fils, 1914, 124p. (extrait de la Revue historique ardennaise, 1914, t.21, p.49-161)
- Marnien ou La Tène I ?, Monnoyer, 1915, 12 pp.
- Joseph Crussaire, dessinateur et graveur, imprimerie E. Mazel, 1924, 11 pp. (tiré à part de La Nouvelle revue de Champagne et Brie, t.2, 1924, p.70-81)
- Bibliothèques et bibliophiles ardennais, Paris, H. Saffroy , 1927
- Géographie traditionnelle et populaire du département des Ardennes, Paris, E. Nourry, 1931, 410 pp.
- Les Ardennais aux Croisades : la pseudo-légende des Dames de Meuse, Châlons-sur-Marne : Imprimerie A. Robat, 1936 (extrait de La Nouvelle revue de Champagne et de Brie, 1936)
- Le Champenois : discours prononcé à la séance publique de l'Académie nationale de Reims le 5 juillet 1900, Reims, Imprimerie de l'Académie, 1900